# Harpinia truncata
Harpinia truncata är en kräftdjursart som beskrevs av Georg Ossian Sars 1891. Harpinia truncata ingår i släktet Harpinia och familjen Phoxocephalidae. Arten är reproducerande i Sverige. Inga underarter finns listade i Catalogue of Life.